# Krampsbach
Der Krampsbach ist ein orografisch rechtes Nebengewässer des Landerbaches in Nordrhein-Westfalen, Deutschland. Er hat eine Länge von 1,2 km. 

## Flussverlauf
Der Krampsbach entspringt in einem Waldgebiet innerhalb der Senne knapp auf der Gemarkung von Oerlinghausen als Abfluss zweier aufeinanderfolgender Quellbecken, die als Rosenteiche bezeichnet werden.
Das Gewässer fließt der Abflachung des Teutoburger Waldes folgend in südwestliche Richtung ab und überquert noch innerhalb des Waldgebietes die Grenze zu Schloss Holte-Stukenbrock. Am Gut Schlieffen nordwestlich des Ortsteils Stukenbrock mündet der Krampsbach dann über einen Teich in den aus östlicher Richtung zulaufenden Knochenbach, der ab diesem Punkt als Landerbach bezeichnet wird.
Der Krampsbach überwindet während seiner Fließstrecke einen Höhenunterschied von 10 Metern, somit ergibt sich ein mittleres Sohlgefälle von 8,3 ‰.

## Charakteristik
Der Krampsbach verläuft nahezu ausschließlich durch bewaldetes Gebiet und befindet sich dementsprechend in einem weitestgehend naturnahen Zustand. Während seines Verlaufes wird das Gewässer von Bruchwaldflächen und Binnendünen begleitet. Oberhalb der Rosenteiche befindet sich ein Trockental, das jedoch kürzer ausfällt als bei den meisten benachbarten Sennebächen.